# پوریا یلی
پوریا یلی (زاده ۱ بهمن ۱۳۷۷ در قوچان) بازیکن والیبال ایرانی است که برای باشگاه شهرداری ارومیه و تیم ملی والیبال مردان ایران بازی می‌کند. وی در مسابقات والیبال قهرمانی زیر ۱۹ سال پسران جهان به همراه تیم ملی والیبال جوانان ایران به مقام قهرمانی جهان رسید، او بازی‌های درخشانی در این تورنمنت از خود به نمایش گذاشت و یکی از نفرات تأثیر گذار تیم ملی جوانان ایران در راه قهرمانی این مسابقات بود.

## دوران باشگاهی
پوریا یلی در تیم های والیبال  شهرداری ارومیه ، پیکان تهران ، ایفاسرام اردکان و نیان الکترونیک مشهد سابقه بازی دارد.